# Andrejci
Andrejci (mađarski: Andorhegy) je naselje u slovenskoj Općini Moravskim Toplicama. Andrejci se nalazi u pokrajini Prekomurju i statističkoj regiji Pomurju. 

## Stanovništvo
Prema popisu stanovništva iz 2002. godine naselje je imalo 222 stanovnika.